# دانبرووکا-ووازه
دانبرووکا-ووازه (به لهستانی:  Dąbrówka-Wyłazy) یک روستا در لهستان است که در گمینا سکوژتس واقع شده‌است.